# 福尔斯特 (海尔德兰省)
福尔斯特（Voorst）是荷蘭的一個市镇，在行政區劃上屬於海爾德蘭省。福尔斯特下轄有多個村莊，2017年有人口24,223人。

## 外部連結
- 维基共享资源上的相關多媒體資源：福尔斯特
- Official website （页面存档备份，存于）